# Carl Spitteler
Carl Friedrich Georg Spitteler (pseudoniem: Carl Felix Tandem) (Liestal, 24 april 1845 – Luzern, 29 december 1924) was een Zwitsers schrijver, dichter, essayist en criticus die in 1919 - luidens het juryrapport ter appreciatie van zijn epos Olympischer Frühling - de Nobelprijs voor Literatuur ontving.

## Biografie
Hij groeide op het platteland op in een gezin met een dominante vader, die hoge kantonnale functies bekleedde en in hoog aanzien stond. Op het gymnasium kreeg hij les van Jakob Burckhardt en Wilhelm Wackernagel, die van grote invloed op zijn latere leven zijn geweest. Hij was een middelmatige leerling, omdat zijn belangstelling vooral uitging naar andere zaken dan het lesrooster. Met zijn vader kreeg hij een ernstig conflict over zijn studiekeuze. Hij wilde kunstenaar worden, zijn vader wenste een rechtenstudie en uiteindelijk studeerde hij af als theoloog. Daarna was hij een aantal jaren gouverneur bij adellijke Baltische families in Sint-Petersburg. In 1879 keerde hij naar Zwitserland terug en werd leraar oude talen en geschiedenis, maar in 1885 kwam hij in de journalistiek terecht. Hij was inmiddels in 1883 getrouwd met Maria Opden Hooff, een Nederlands meisje, dat in Zwitserland woonde vanwege een longaandoening van haar ouders. In 1890 werd hij redacteur bij de Neue Zürcher Zeitung, maar op zijn zevenenveertigste werd hij financieel onafhankelijk door de dood van zijn schoonouders en vestigde hij zich in Luzern. Van nu af wordt hij een geslaagd literator en op zijn vijfenzestigste is hij wereldberoemd. Na het uitbreken van de Eerste Wereldoorlog zet hij in Duitsland zijn reputatie op het spel door in zijn redevoering Unser Schweizer Standpunkt te waarschuwen tegen de ideeën van keizer Wilhelm II en de Duitse vooringenomenheid, maar hij wint daarmee de sympathie van Europees gezinde intellectuelen. Op 29 december 1924 overlijdt Carl Spitteler op 79-jarige leeftijd.

## Werk
In zijn lange leven schiep Spitteler een omvangrijk oeuvre, dat vooral bestaat uit het versepos, de lyriek, de roman, de vertelling, het essay en de levensherinnering. Drie werken vormen daarin het hoogtepunt. Het mythische epos Prometheus und Epimetheus is een gelijkenis met een metrisch grondpatroon van jamben, een strofische indeling in prozaverzen, die dit epos het karakter van een heilig geschrift geven. In het eerste deel wordt het lijden van Prometheus behandeld, zijn heldendaad en eerherstel, in het tweede deel wordt beschreven hoe het de mensheid onder het bewind van Epimetheus is vergaan. De roman Imago is een sociale en psychologische analyse van een innerlijk conflict in de hoofdpersoon Victor tussen de introverte en extraverte mens. Spitteler verwerkt hier zijn inzichten in de psychoanalyse en de dieptepsychologie.

#### Olympischer Frühling
Het poëtische epos in zesvoetige jamben Olympischer Frühling uit 1900-1905 behandelt de gedachte van het Wereldjaar, waarin het eeuwige proces van ontstaan en vergaan zich in een universele cirkelgang voltrekt. Onderdelen: De weg opwaarts; Hera, de bruid; De bloeitijd; Einde en ommekeer. Het is een poging de moderne tijd als een mythe te begrijpen: de antieke godenwereld wordt nieuw leven ingeblazen door nieuwe mythische voorstellingen; na de heerschappij der reuzen, begint de tijd van de olympische goden; het verhaal en het lot van Hercules wekt de hoop dat op een olympische lente een aardse lente zal volgen. Dit epos is beïnvloed door Schopenhauers cultuurpessimisme.

### Vertalingen
- Imago, gedichten en essays (1964), Heideland, Hasselt, in: de serie Pantheon der winnaars van de Nobelprijs voor literatuur

- Bibsys: 90189194
- Biblioteca Nacional de España: XX969720
- Bibliothèque nationale de France: cb11925361h (data)
- Catàleg d'autoritats de noms i títols de Catalunya: 981058509173906706
- CiNii: DA04351674
- Gemeinsame Normdatei: 118616277
- Historisch woordenboek van Zwitserland: 007184
- International Standard Name Identifier: 0000 0001 2284 5125
- Library of Congress Control Number: n87941375
- Bibliotheek van het Japanse parlement: 033394794
- Nationale Bibliotheek van Tsjechië: jn20010420012
- Nationale bibliotheek van Australië: 35948827
- Nationale Bibliotheek van Israël: 987007268438905171
- Nationale Bibliotheek van Polen: a0000002368557
- Nationale en Universitaire bibliotheek Zagreb: 000368672
- Nederlandse Thesaurus van Auteursnamen: 071302921
- Istituto Centrale per il Catalogo Unico: DDSV215015
- LIBRIS: 226704
- SNAC: w6w97zf2
- Système universitaire de documentation: 027146480
- Trove: 1158952
- Virtual International Authority File: 120696319
- WorldCat: E39PBJfx498fkK6yqt9kdt7GpP

1901: Prudhomme ·
1902: Mommsen ·
1903: Bjørnson ·
1904: Mistral, Echegaray ·
1905: Sienkiewicz ·
1906: Carducci ·
1907: Kipling ·
1908: Eucken ·
1909: Lagerlöf ·
1910: Heyse ·
1911: Maeterlinck ·
1912: Hauptmann ·
1913: Tagore ·
1915: Rolland ·
1916: Heidenstam ·
1917: Gjellerup, Pontoppidan ·
1919: Spitteler ·
1920: Hamsun ·
1921: France ·
1922: Benavente ·
1923: Yeats ·
1924: Reymont ·
1925: Shaw ·
1926: Deledda ·
1927: Bergson ·
1928: Undset ·
1929: Mann ·
1930: Lewis ·
1931: Karlfeldt ·
1932: Galsworthy ·
1933: Boenin ·
1934: Pirandello ·
1936: O'Neill ·
1937: Gard ·
1938: Buck ·
1939: Sillanpää ·
1944: Jensen ·
1945: Mistral ·
1946: Hesse ·
1947: Gide ·
1948: Eliot ·
1949: Faulkner ·
1950: Russell ·
1951: Lagerkvist ·
1952: Mauriac ·
1953: Churchill ·
1954: Hemingway ·
1955: Laxness ·
1956: Jiménez ·
1957: Camus ·
1958: Pasternak ·
1959: Quasimodo ·
1960: Perse ·
1961: Andrić ·
1962: Steinbeck ·
1963: Seferis ·
1964: Sartre (geweigerd) ·
1965: Sjolochov ·
1966: Agnon, Sachs ·
1967: Asturias ·
1968: Kawabata ·
1969: Beckett ·
1970: Solzjenitsyn ·
1971: Neruda ·
1972: Böll ·
1973: White ·
1974: Johnson, Martinson ·
1975: Montale ·
1976: Bellow ·
1977: Aleixandre ·
1978: Singer ·
1979: Elýtis ·
1980: Miłosz ·
1981: Canetti ·
1982: García Márquez ·
1983: Golding ·
1984: Seifert ·
1985: Simon ·
1986: Soyinka ·
1987: Brodsky ·
1988: Mahfoez ·
1989: Cela ·
1990: Paz ·
1991: Gordimer ·
1992: Walcott ·
1993: Morrison ·
1994: Oë ·
1995: Heaney ·
1996: Szymborska ·
1997: Fo ·
1998: Saramago ·
1999: Grass ·
2000: Gao ·
2001: Naipaul ·
2002: Kertész ·
2003: Coetzee ·
2004: Jelinek ·
2005: Pinter ·
2006: Pamuk ·
2007: Lessing ·
2008: Le Clézio ·
2009: Müller ·
2010: Vargas Llosa ·
2011: Tranströmer ·
2012: Mo ·
2013: Munro ·
2014: Modiano ·
2015: Aleksijevitsj ·
2016: Dylan ·
2017: Ishiguro ·
2018: Tokarczuk ·
2019: Handke ·
2020: Glück ·
2021: Gurnah ·
2022: Ernaux ·
2023: Fosse ·
2024: Kang ·